# Polyrhachis equina
Polyrhachis equina é uma espécie de formiga do gênero Polyrhachis, pertencente à subfamília Formicinae.